# 陶德瑞

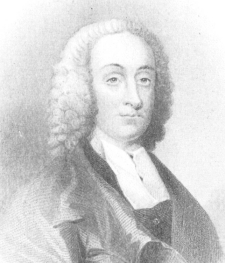
陶德瑞

陶德瑞（Philip Doddridge，1702年6月26日—1751年10月26日）是18世纪英国非国教徒领袖和圣诗作者。

## 早年
陶德瑞出生于英国伦敦。他的父亲丹尼尔·多德里奇是一位商人，而据认为对他产生了巨大影响的母亲，是约翰·鲍曼牧师的孤女，鲍曼牧师是一位路德会牧师，因为逃避宗教迫害从布拉格来到英格兰，在英格兰，鲍曼牧师一度担任泰晤河畔金斯顿文法学校的校长。在陶德瑞能够读书之前，他的母亲就开始教他旧约和新约
陶德瑞最初就读于伦敦的一所小学校，在1712年，进入他外祖父担任校长的泰晤河畔金斯顿文法学校。大约1715年，他转入圣奥尔本斯的另一所私立学校，在那里他深受长老会牧师塞缪尔克拉克的影响（另有一位圣公会牧师和哲学家与他同名）。

## 在宗教领域的贡献
陶德瑞具有独立的宗教倾向，拒绝进入培养圣公会牧师的学校，在1719年选择进入非国教徒的莱斯特郡的一所自由学院，接受约翰詹宁斯牧师的教导，1723年毕业。 
当年晚些时候，在非国教徒牧师大会上，陶德瑞被选择开办新成立的Market Harborough学院。同年受邀出任北安普敦一个独立教会的牧师
陶德瑞是一位多产的作家。他的《属灵生命在魂中的兴起与长进》（The Rise and Progress of Religion in the Soul）被翻译为7种语言。司布真将《属灵生命在魂中的兴起与长进》称为“那本神圣的书”。废奴主义者威廉·威尔伯福斯阅读此书后，成为一名福音派基督徒。 除了一本新约注释和其他神学作品外，多德里奇还写了400多首赞美诗。其中大多数赞美诗是他布道的摘要，帮助信徒表达他们对所接受真理的回应。

## 去世和遗产
1751年，陶德瑞的身体崩溃了，这一年9月30日，他前往里斯本；但是这一努力是徒劳的，他在那里去世了。
陶德瑞致力于一个统一的非国教徒的机构，将产生广泛的吸引力。他具有高度的文化修养，但并没有疏远那些教育程度较低者。 
他最著名的作品《属灵生命在魂中的兴起与长进》（1745年）
他的许多圣诗，如《于伯特利出现的神》（O God of Bethel, by whose hand），至今仍在英语世界使用。